# Coroană islandeză
Coroană islandeză este unitatea monetară oficială a Islandei. Codul ISO 4217 este ISK și nu are subdiviziuni. Prescurtări: kr, Íkr.
Moneda este emisă de Banca Centrală a Islandei) sub formă de:
- monede: 1, 5, 10, 50, 100 coroane
- bancnote: 500, 1000, 2000, 5000 coroane